# Trần Lê Quỳnh
Trần Lê Quỳnh (sinh ngày 18 tháng 8 năm 1978 tại Hà Nội, quê gốc ở Hải Dương, Việt Nam) là một nhạc sĩ Việt Nam, là con trai của nhà văn Trần Hoài Dương . Anh là tác giả của các ca khúc như "Chân tình", "Cô gái đến từ hôm qua", "Tuyết rơi mùa hè" và "Nhớ gấp ngàn lần hơn".

## Tiểu sử
Năm 1981, nhạc sĩ cùng gia đình chuyển vào Thành phố Hồ Chí Minh. Cấp hai, Trần Lê Quỳnh học chuyên Anh ngữ tại trường Nguyễn Du (Quận 1) và cũng bắt đầu học piano. Cấp ba, Trần Lê Quỳnh vẫn tiếp tục học chuyên Anh ở Trường THPT Chuyên Lê Hồng Phong.
Tốt nghiệp phổ thông năm 1996, Trần Lê Quỳnh vào học Khoa Anh văn Trường Đại học Khoa học Xã hội và Nhân văn Thành phố Hồ Chí Minh.

## Sự nghiệp
Năm 2000, với kĩ năng tiếng Anh tốt của mình, Trần Lê Quỳnh được tổ chức Singapore International Foundation (SIF) chọn tham gia vào chương trình trao đổi sinh viên một học kỳ với Đại học Quốc gia Singapore. Sau khi về nước, Trần Lê Quỳnh công tác một thời gian ở phòng Hợp tác Quốc tế của trường ĐH KHXH & NV TP. Hồ Chí Minh, trước khi theo học khóa sau Đại học tại Anh.
Từ năm 2002, Trần Lê Quỳnh được BBC mời về làm việc tại Ban Việt ngữ của đài này cho đến nay.
Lần đầu tiên cái tên Trần Lê Quỳnh xuất hiện trong làng âm nhạc Việt Nam là vào năm 1999 với ca khúc "Chân tình"  qua giọng hát Vân Trường. Ngay lập tức, ca sĩ Vân Trường được chú ý và ca khúc "Chân tình" đã để lại một hình ảnh đẹp cho người nhạc sĩ rất mới này.
Năm 2000, ca sĩ Thu Phương với ca khúc "Cô gái đến từ hôm qua" của Trần Lê Quỳnh  cũng đã gặt hái những thành công với giải thưởng Làn sóng xanh.
Năm 2003, bài hát "Tuyết rơi mùa hè" xuất hiện trong album Bốn mùa tình yêu của ca sĩ Đoan Trang. Đoan Trang cũng đã tham gia chương trình VTV Bài Hát Tôi Yêu năm 2003 với ca khúc này.
Ngoài ra, Trần Lê Quỳnh còn có bài "Nhớ gấp ngàn lần hơn", được ca sĩ Nguyễn Phi Hùng thể hiện rất thành công.

## Phong cách âm nhạc
Trần Lê Quỳnh gần như không chạy theo tiếng gọi thị trường. Anh tâm sự: "Một số bạn nói các bài hát tôi viết thường mang âm hưởng hơi buồn và có gì đó tiếc nuối. Tôi không biết giải thích làm sao, có thể vì tôi trầm tính, nhạc cũng chủ yêu thích những gì êm dịu".

## Sáng tác
| - 20 mùa xuân - A Spring for Love - Chân tình - Chỉ cần có nhau - Cho một lần được vui - Cô gái đến từ hôm qua - Giấc mơ màu trắng (Màu trắng) - Hoa hồng vàng - Khi mẹ khóc | - Lời nguyện cầu mùa đông - Mặt trời của cha - Mẹ ơi - Mùa hạ cuối cùng - Này người anh em - Nếu anh quên tất cả - Người đàn ông đang yêu - Nhưng anh yêu em nhiều hơn - Nhớ gấp ngàn lần hơn - Những ô cửa xanh | - Sinh nhật một mình - Sao vẫn tìm nhau - Sợ - Màu trắng - Trăng dưới chân mình - Trẻ mãi - Tuyết rơi mùa hè - Vẫn thấy em đẹp hơn - Vẽ bằng màu tình yêu - Về ngược miền nhớ |